# Gatunek anadromiczny
Gatunek anadromiczny, gatunek anadromowy (gr. aná 'w górę', drómos 'bieg' – ciągnący w górę pod prąd wody) – gatunek dwuśrodowiskowego zwierzęcia wodnego odbywającego wędrówkę anadromiczną – większość życia spędza w wodach słonych, a do rozmnażania przystępuje w wodach słodkich. Młode osobniki następnego pokolenia wracają do wód słonych. 
Do gatunków anadromicznych należą między innymi jesiotry, większość łososiowatych, certa, minóg morski, stynka i aloza. 
Przeciwstawiane gatunkom katadromicznym.